# Championnat de Trinité-et-Tobago de football 2019-2020
Navigation
Édition précédente Édition suivante
La saison 2019-2020 du Championnat de Trinité-et-Tobago de football est la quarante-sixième édition de la première division à Trinité-et-Tobago. Les onze formations de l'élite sont réunies au sein d'une poule unique où elles s'affrontent deux fois au cours de la saison. Il n'y a pas de relégation sportive à l’issue de la compétition.
C'est le club de Defence Force FC qui remporte la compétition cette saison après avoir été déclaré champion le 19 mars alors que la saison est abruptement clôturée pour cause de pandémie de Covid-19; le Defence Force FC obtenant un nouveau trophée en raison de sa première place au classement au moment de la suspension du championnat. Il s’agit du vingt-troisième titre de champion de Trinité-et-Tobago de l'histoire du club.

## Les équipes participantes
Pour la saison 2019-2020, le Cunupia FC est admis dans la ligue après avoir connu du succès en Super League, la deuxième division au pays. De son côté, le St Ann's Rangers FC change de propriétaire, déménage à La Horquetta, un quartier d'Arima et prend le nom de La Horquetta Rangers, une petite révolution après quatre décennies à St Ann, dans la capitale, Port-d'Espagne. Rejoignant justement la capitale, c'est le North East Stars FC qui change également de nom et déménage à Port-d'Espagne sous la nouvelle identité de l'AC Port of Spain.
| Équipe                   | Ville          | Stade                             | Capacité |
| Central FC               | Couva          | Stade Ato-Boldon                  | 10 000   |
| Club Sando               | San Fernando   | Mahaica Oval Pavilion             | 2 500    |
| Cunupia FC               | Chaguanas      | Stade Larry-Gomes                 | 10 000   |
| Defence Force FC         | Chaguaramas    | Stade Hasely-Crawford             | 27 000   |
| Morvant Caledonia United | Morvant        | Park Street Recreational Ground   | 3 000    |
| La Horquetta Rangers     | Arima          | La Horquetta Recreational Grounds | 1 000    |
| Point Fortin Civic FC    | Point Fortin   | Mahaica Oval Pavilion             | 2 500    |
| Police FC                | Port-d'Espagne | Stade Manny-Ramjohn               | 10 000   |
| AC Port of Spain         | Port-d'Espagne | Stade Hasely-Crawford             | 27 000   |
| San Juan Jabloteh        | San Juan       | Barataria Oval                    | 1 000    |
| W Connection FC          | Point Lisas    | Stade Manny-Ramjohn               | 10 000   |

| \| Port-d'Espagne : Port of Spain Police Port-d'Espagne Central Sando Cunupia Defence Force Morvant La Horquetta Point Fortin Jabloteh W Connection \| Localisation des équipes engagées. |
| Port-d'Espagne : Port of Spain Police Port-d'Espagne Central Sando Cunupia Defence Force Morvant La Horquetta Point Fortin Jabloteh W Connection                                          |

| Port-d'Espagne : Port of Spain Police Port-d'Espagne Central Sando Cunupia Defence Force Morvant La Horquetta Point Fortin Jabloteh W Connection |

## Compétition
Le barème de points servant à établir le classement se décompose ainsi :
- Victoire : 3 points
- Match nul : 1 point
- Défaite : 0 point

### Classement
| Rang | Équipe                   | Pts | J  | G  | N | P  | Bp | Bc | Diff |
| ---- | ------------------------ | --- | -- | -- | - | -- | -- | -- | ---- |
| 1    | Defence Force FC         | 42  | 17 | 13 | 3 | 1  | 35 | 17 | +18  |
| 2    | La Horquetta Rangers     | 33  | 15 | 11 | 0 | 4  | 48 | 18 | +30  |
| 3    | Point Fortin Civic FC    | 28  | 17 | 8  | 4 | 5  | 25 | 23 | +2   |
| 4    | W Connection FC T        | 27  | 16 | 8  | 3 | 5  | 28 | 20 | +8   |
| 5    | Morvant Caledonia United | 24  | 17 | 6  | 6 | 5  | 20 | 23 | -3   |
| 6    | Police FC                | 23  | 17 | 6  | 5 | 6  | 29 | 22 | +7   |
| 7    | Club Sando               | 21  | 18 | 5  | 6 | 7  | 28 | 25 | +3   |
| 8    | San Juan Jabloteh        | 19  | 17 | 5  | 4 | 8  | 21 | 31 | -10  |
| 9    | Central FC               | 14  | 18 | 3  | 5 | 10 | 18 | 34 | -16  |
| 10   | AC Port of Spain         | 13  | 17 | 3  | 4 | 10 | 18 | 38 | -20  |
| 11   | Cunupia FC               | 12  | 17 | 2  | 6 | 9  | 14 | 33 | -19  |

|  | Qualification pour le Championnat des clubs caribéens de la CONCACAF 2021 |
|  | T : Tenant du titre                                                       |

### Résultats
| Résultats (▼dom., ►ext.) | CEN | CSA | CUN | DFO | LHR | MCU | PFC | POL | POS | SJJ | WCO |
| Central FC               |     | 2-1 | 1-1 | 1-2 | 0-2 | 2-1 | 1-4 | 1-5 | 1-1 | 3-1 | 1-4 |
| Club Sando               | 2-0 |     | 1-1 | 2-3 | 0-1 | 3-0 | 0-3 | 2-2 | -   | 1-0 | -   |
| Cunupia FC               | 0-0 | 2-1 |     | 1-2 | -   | 1-1 | -   | 0-0 | 2-1 | -   | 0-2 |
| Defence Force FC         | -   | 4-4 | 3-2 |     | 2-1 | 1-2 | -   | 4-1 | 3-1 | 1-1 | 1-0 |
| La Horquetta Rangers     | -   | 1-1 | 8-1 | 0-2 |     | 4-0 | 5-1 | 2-0 | 7-2 | 6-0 | 4-1 |
| Morvant Caledonia United | 3-1 | 0-0 | 3-1 | -   | 2-0 |     | 1-1 | 2-1 | -   | 1-0 | 1-1 |
| Point Fortin Civic FC    | 2-1 | 1-1 | 3-1 | 0-3 | -   | 1-0 |     | 1-0 | 3-2 | 2-1 | 2-1 |
| Police FC                | 0-0 | 2-1 | 2-0 | 0-0 | 1-2 | -   | 3-1 |     | 4-1 | -   | -   |
| AC Port of Spain         | 3-2 | 1-0 | 1-0 | 0-1 | 2-2 | 0-0 | 1-1 | -   |     | 0-1 | 0-4 |
| San Juan Jabloteh        | 1-0 | 0-5 | 1-1 | 1-2 | 0-2 | 4-1 | 0-0 | 3-2 | 5-2 |     | -   |
| W Connection FC          | 1-1 | 2-3 | 3-0 | 0-1 | 3-1 | -   | 1-0 | 0-4 | 2-0 | 2-2 |     |

## Statistiques

### Buteurs
| Rang | Nom             | Équipe               | Buts |
| 1    | Shaqkeem Joseph | Club Sando           | 11   |
| 2    | Jamal Creighton | La Horquetta Rangers | 10   |
| 3    | Isaiah Lee      | La Horquetta Rangers | 8    |

## Bilan de la saison
| Championnat de Trinité-et-Tobago de football 2019-2020 |                              |
| Champion                                               | Defence Force FC (23e titre) |
| Coupes et trophées                                     |                              |
| Vainqueur de la Coupe de Trinité-et-Tobago 2019-2020   | Non disputée                 |
| Qualifications continentales                           |                              |
| Championnat des clubs caribéens de la CONCACAF 2021    | Defence Force FC             |
| Championnat des clubs caribéens de la CONCACAF 2021    | La Horquetta Rangers         |
| Promotions et relégations                              |                              |
| Promus en Professional League                          | Aucun                        |
| Relégués                                               | Aucun                        |